# Курси о Лож
Курси о Лож (фр. Courcy-aux-Loges) насеље је и општина у централној Француској у региону Центар (регион), у департману Лоаре која припада префектури Питивје.
По подацима из 2011. године у општини је живело 431 становника, а густина насељености је износила 20,62 становника/km². Општина се простире на површини од 20,90 km². Налази се на средњој надморској висини од 120 метара (максималној 150 m, а минималној 114 m).

## Демографија
| 1962. | 1968. | 1975. | 1982. | 1990. | 1999. | 2011. |
| ----- | ----- | ----- | ----- | ----- | ----- | ----- |
| 261   | 227   | 186   | 284   | 333   | 350   | 431   |

График промене броја становника у току последњих година